# Metasia younesalis
Metasia younesalis là một loài bướm đêm trong họ Crambidae.